# Festival olympique de la jeunesse européenne 2019
Navigation
2017 2022
Le Festival olympique de la jeunesse européenne 2019 se déroule du 20 au 27 juillet 2019 à Bakou, en Azerbaïdjan. Les épreuves sont réservées aux sportifs âgés de 14 à  18 ans.

## Organisation
Cette édition devait initialement se tenir à Minsk en Biélorussie, mais le 21 octobre 2016 lors de la 45e assemblée générale des COE, la ville est choisie pour organiser la 2e édition des Jeux européens en 2019.
C'est finalement Bakou, en Azerbaïdjan qui est sélectionnée pour organiser l'évènement, cette ville ayant accueillie 4 ans plus tôt la 1re édition des Jeux européens.

## Sports
Par rapport à 2017, la lutte remplace le canoë-kayak.
| - Athlétisme - Basket-ball - Cyclisme - Gymnastique | - Handball - Judo - Lutte | - Natation - Tennis - Volley-ball |

## Calendrier des compétitions
| CO | Cérémonie d'ouverture | ● | Compétitions | 1 | Finales | CC | Cérémonie de clôture |

| Juillet 2019            | 21 Dim | 22 Lun | 23 Mar | 24 Mer | 25 Jeu | 26 Ven | 27 Sam | Médaille d'or |
| ----------------------- | ------ | ------ | ------ | ------ | ------ | ------ | ------ | ------------- |
| Cérémonies              | CO     |        |        |        |        |        | CC     |               |
| Athlétisme              |        | 1      | 8      | 4      | 11     | 7      | 9      | 40            |
| Basket-ball             |        | ●      | ●      | ●      |        | ●      | 2      | 2             |
| Cyclisme                |        |        | 2      |        | 2      |        |        | 4             |
| Gymnastique artistique  |        |        | 1      | 1      | 2      | 5      | 5      | 14            |
| Handball                |        | ●      | ●      | ●      |        | ●      | 2      | 2             |
| Judo                    |        |        |        | 6      | 5      | 5      | 1      | 17            |
| Lutte                   | 4      | 7      | 7      |        |        |        |        | 18            |
| Natation                |        | 2      | 8      | 6      | 5      | 11     |        | 32            |
| Tennis                  | ●      | ●      | ●      | ●      | ●      | 2      | 2      | 4             |
| Volley-ball             |        | ●      | ●      | ●      |        | ●      | 2      | 2             |
| Total de médailles d'or | 4      | 10     | 26     | 17     | 25     | 30     | 23     | 135           |
| Total cumulé            | 4      | 14     | 40     | 57     | 82     | 112    | 135    | 135           |

## Nations participantes
48 nations participent à la compétition. L'Arménie a décidé de boycotter, tandis que le Liechtenstein n'est pas représenté. 
| - Albanie - Andorre - Autriche - Azerbaïdjan - Biélorussie - Belgique - Bosnie-Herzégovine - Bulgarie - Croatie - Chypre - Tchéquie - Danemark - Estonie - Finlande - France - Géorgie | - Allemagne - Grande-Bretagne - Grèce - Hongrie - Islande - Irlande - Israël - Italie - Kosovo - Lettonie - Lituanie - Luxembourg - Malte - Moldavie - Monaco - Monténégro | - Pays-Bas - Macédoine du Nord - Norvège - Pologne - Portugal - Roumanie - Russie - Saint-Marin - Serbie - Slovaquie - Slovénie - Espagne - Suède - Suisse - Turquie - Ukraine |

## Liste des médaillés

### Gymnastique
| Epreuves                    | Or                                                           | Argent                                                           | Bronze                                                           |
| Hommes                      | Hommes                                                       | Hommes                                                           | Hommes                                                           |
| --------------------------- | ------------------------------------------------------------ | ---------------------------------------------------------------- | ---------------------------------------------------------------- |
| Concours général par équipe | Ukraine - Nazar Chepurnyi - Volodymyr Kostiuk - Illia Kovtun | Russie - Kirill Gashkov - Mukhammadzhon Iakubov - Ivan Kuliak    | Italie - Lorenzo Bonicelli - Ivan Brunello - Lorenzo Minh Casali |
| Concours général individuel | Ilia Kovtun                                                  | Ivan Kuliak                                                      | Mukhammadzhon Iakubov                                            |
| Sol                         | Nazar Chepurnyi                                              | Ilia Kovtun                                                      | Ivan Kuliak                                                      |
| Cheval d'arçon              | Nazar Chepurnyi                                              | Samad Mammadli                                                   | Volodymyr Kostiuk                                                |
| Anneaux                     | Mukhammadzhon Iakubov                                        | Nazar Chepurnyi                                                  | Ivan Kuliak                                                      |
| Saut                        | Raekwon Baptiste                                             | Robert Burtǎnete                                                 | Gabriel Burtǎnete                                                |
| Barres parallèles           | Ilia Kovtun                                                  | Volodymyr Kostiuk                                                | Krisztián Balázs                                                 |
| Barre fixe                  | Ilia Kovtun                                                  | Lucas Desanges                                                   | Ivan Brunello                                                    |
| Femme                       |                                                              |                                                                  |                                                                  |
| Concours général par équipe | Russie - Irina Komnova - Viktoria Listunova - Yana Vorona    | Roumanie - Antonia Duțǎ - Silviana Sfiringu - Ioana Stǎnciulescu | Royaume-Uni - Ondine Achampong - Halle Hilton - Annie Young      |
| Concours général individuel | Viktoria Listunova                                           | Ondine Achampong                                                 | Yana Vorona                                                      |
| Saut                        | Viktoria Listunova                                           | Anastasiia Motak                                                 | Silviana Sfiringu                                                |
| Barres asymétriques         | Viktoria Listunova                                           | Irina Komnova                                                    | Ioana Stǎnciulescu                                               |
| Poutre                      | Ondine Achampong                                             | Silviana Sfiringu                                                | Clarisse Passeron                                                |
| Sol                         | Viktoria Listunova                                           | Ioana Stǎnciulescu                                               | Silviana Sfiringu                                                |

## Tableau des médailles
| Rang  | Nation      | Or  | Argent | Bronze | Total |
| ----- | ----------- | --- | ------ | ------ | ----- |
| 1.    | Russie      | 28  | 17     | 21     | 66    |
| 2.    | Royaume-Uni | 11  | 12     | 2      | 25    |
| 3.    | Turquie     | 11  | 6      | 10     | 27    |
| 4.    | Azerbaïdjan | 10  | 7      | 6      | 23    |
| 5.    | Italie      | 8   | 9      | 9      | 26    |
| 6.    | Ukraine     | 8   | 7      | 10     | 25    |
| 7.    | Espagne     | 7   | 4      | 10     | 21    |
| 8.    | France      | 6   | 8      | 14     | 28    |
| 9.    | Pologne     | 6   | 3      | 6      | 15    |
| 10.   | Biélorussie | 6   | 2      | 6      | 14    |
| 11.   | Roumanie    | 4   | 10     | 5      | 19    |
| 12.   | Allemagne   | 4   | 7      | 15     | 26    |
| 13.   | Croatie     | 4   | 1      | 0      | 5     |
| 14.   | Suède       | 3   | 1      | 2      | 6     |
| 15.   | Estonie     | 3   | 0      | 2      | 5     |
| 16.   | Pays-Bas    | 2   | 3      | 4      | 9     |
| 17.   | Finlande    | 2   | 3      | 1      | 6     |
| 18.   | Tchéquie    | 2   | 1      | 3      | 6     |
| 19.   | Irlande     | 2   | 0      | 2      | 4     |
| 20.   | Norvège     | 1   | 6      | 2      | 9     |
| 21.   | Géorgie     | 1   | 5      | 7      | 13    |
| 22.   | Danemark    | 1   | 1      | 3      | 5     |
| 23.   | Bulgarie    | 1   | 1      | 0      | 2     |
| 24.   | Chypre      | 1   | 0      | 2      | 3     |
| 25.   | Israël      | 1   | 0      | 1      | 2     |
| 26.   | Autriche    | 1   | 0      | 0      | 1     |
| 26.   | Kosovo      | 1   | 0      | 0      | 1     |
| 28.   | Hongrie     | 0   | 9      | 12     | 21    |
| 29.   | Belgique    | 0   | 5      | 2      | 7     |
| 30.   | Suisse      | 0   | 2      | 2      | 4     |
| 31.   | Moldavie    | 0   | 1      | 4      | 5     |
| 32.   | Grèce       | 0   | 1      | 3      | 4     |
| 32.   | Serbie      | 0   | 1      | 3      | 4     |
| 34.   | Lituanie    | 0   | 1      | 0      | 1     |
| 34.   | Portugal    | 0   | 1      | 0      | 1     |
| 36.   | Lettonie    | 0   | 0      | 1      | 1     |
| 36.   | Slovaquie   | 0   | 0      | 1      | 1     |
| 36.   | Slovénie    | 0   | 0      | 1      | 1     |
| Total | Total       | 135 | 135    | 172    | 442   |